# かわねや
株式会社かわねやは、茨城県常陸太田市に本部を置く、生鮮食料品を主体としたスーパーマーケットを展開する企業。現在は、本部のある常陸太田市をはじめ、その周辺の那珂市、日立市で計5店舗の店を構える。
全店（レストランばんびを除く）で、「かわねやリサイクルボックス」を設置し、「公共料金・各種料金の支払い」の受付を行っている。
2019年9月10日より、かわねやポイントカードに電子マネー機能「コジカ」が付与された。

## 店舗紹介

### 水戸大町店
- 住所:水戸市大町2-1-36
- 営業時間:9:30-21:30（元日のみ休店）

### フェスタ店
- 住所:常陸太田市金井町江向2918
- 営業時間:9:00-21:00（元日のみ休店）

### 木崎本店
- 住所:常陸太田市木崎二町874
- 営業時間:9:00-21:00（元日のみ休店）
- 直営書店が併設されている。
- 2012年2月よりかわねやネットスーパーの運営を開始。

### 南高野店
- 住所:日立市南高野町2-1-1
- ポイントカードのサービス:有
- 営業時間:9:00-21:00（元日のみ休店）

### 菅谷店
- 住所:那珂市菅谷3305-1
- 営業時間:9:00-20:50（元日のみ休店）

### 大宮店
- 住所:常陸大宮市石沢1838
- 営業時間:9:00-21:00（元日のみ休店）

#### レストランばんび
- 住所:常陸太田市木崎二町874

　木崎本店敷地内に併設。
- 営業時間:10:30-21:00（年中無休）